# Szongdo
Szongdo (hangul: 송도, handzsa: 松島, RR: Songdo) (Songdo International Business District; Songdo City) a világ legnagyobb magánbefektetése. Az új város Szöultól 64 km-re délre, Dél-Korea új üzleti központja. A Kohn Pedersen Fox építészeti iroda tervei alapján épült fel tíz év munkájával.
Szongdót (Songdót) okos városnak tervezték: megújuló energiaforrások (szél- és napenergia), minimális károsanyag-kibocsátás, zárt rendszerű hulladékfeldolgozás; közös információs rendszerbe van kötve a fűtés, a biztonsági rendszerek, a tűzjelző rendszerek, a tömegközlekedés, a közvilágítás, a közforgalom – szenzorok gyűjtik az adatokat mindenhez, ezeket központi számítástechnikai rendszer dolgozza fel.

## Működése
A város tervezői a környezeti mellett a gazdasági fenntarthatóságot is egy fontos szempontnak tartották, így földrajzi fekvése, és a legmodernebb technológiák nyújtotta szolgáltatások kialakításával Szongdót (Songdót) Délkelet-Ázsia gazdasági központjának szánták, mivel innen könnyen elérhetők olyan regionális piacok, mint Kína, Japán vagy Oroszország. Szongdo (Songdo), I Mjongbak (Lee Myeong-bak) volt dél-koreai elnök törekvéseinek köszönhetően épült fel, akinek célja az volt, hogy az alacsony széndioxid-kibocsátás és a környezeti szempontból fenntartható városnövekedés képezzék a dél-koreai fejlődés alapját. A beruházás kb. 40 milliárd dollárból PPP konstrukcióban valósul meg, amelyben a multinacionális technológiai vállalatok és a helyi hatóság fogott össze azért, hogy egy környezetileg fenntartható és egyben élénk nemzetközi gazdasági központot hozzanak létre.
Szongdo (Songdo) városa egy zöldmezős beruházás (tehát a semmiből épült fel), ez pedig óriási lehetőséget adott a tervezőknek, hiszen egy hibátlan várost megtervezni és kivitelezni egyszerűbbnek tűnhet, mint egy már meglévőt átalakítani. A tervezés során lehetőség nyílt arra, hogy a múlt hibáiból tanulva eleve energiahatékony, környezetileg fenntartható várost építsenek, ami a legmodernebb infokommunikációs technológiák alkalmazása mellett korszerű építészeti megoldásokkal is operál. Ennek megfelelően Szongdo (Songdo) területének 40%-a zöldterület. A városrész közepén fekszik a település 10%-át kitevő Central Park, amit a New York-i park inspirált. Ezeken kívül számos kisebb park, közterület és rengeteg fa található a városban. Szongdó (Songdó)ban a tudatosan minden városi funkciót a település közepén elhelyezkedő Central Parktól sétálható távolságon belülre telepítettek (ami nagyjából 15 percet jelent). Ezek alatt a funkciók alatt az iskolákat, munkahelyeket, boltokat kell érteni. Felmérések szerint ugyanis ennél nagyobb távolság esetén az emberek hajlamosak inkább autóba ülni. A várost összesen 25 km hosszú bicikliút hálózza be, amely lehetővé teszi a gyaloglásnál gyorsabb, de környezetkímélő közlekedést. Nagyobb távolságokra pedig a tömegközlekedést is igénybe lehet venni, aminek segítségével például fél óra alatt be lehet jutni Szöulba.
Infrastruktúrájának működtetéséhez fejlett infokommunikációs hálózatokat alkalmaznak, ennek köszönhetően az itt található összes épület egy közös információs rendszert alkot: a tűzjelző rendszertől a fűtésen át a biztonsági rendszerig minden össze van kötve. Ennek köszönhetően lehetőség van arra például, hogy a lakók akár a távolból is beállíthassák otthonaik hőmérsékletét, fényviszonyait stb. A rugalmas rendszer emellett hatékony energiafelhasználást is eredményez, mivel folyamatosan ellenőrzi az energiafogyasztást és csökkenti azt, ha lehetséges. Az otthonokat és intézményeket telekommunikációs rendszer köti össze, így az emberek elérhetik egymást a TV-készülékekbe épített kamerán keresztül. Ezeknek a megoldásoknak hála összesen 30%-kal csökkentik az energiafogyasztást minden épületben, a hagyományos üzemeltetéshez képest. 
Szongdóban (Songdóban) a lakások, irodák, és az utcai szemetesek egy földalatti vezetékrendszerhez csatlakoznak, ami szétválogatja, újrahasznosítja, illetve megsemmisíti a hulladékot. Az egész városrész hulladékkezeléséért felelős rendszer üzemeltetéséhez összesen 7 emberre van szükség. A város működésének szinte minden területéhez szenzorok és chipek gyűjtenek adatokat, amelyeknek célja, hogy az adatokat feldolgozva hatékonyabbá tegyék a város működését (pl: az utcai lámpák a járókelők számához igazodva működnek). A közlekedési lámpák is a valós idejű igényekhez igazodva működnek, köszönhetően az autókra szerelt RFID (Radio Frequency IDentification – Rádió Frekvencia Azonosítás) chipeknek. A központi monitoring rendszer valós idejű információt kap a forgalmi helyzetről és a forgalmat a jelzőlámpák megfelelő beállításával tereli el. Az energiaszükségletet megújuló energiaforrásokból fedezik (pl: szél- és napenergia), emellett pedig az esővizet összegyűjtik, hogy utána felhasználják azt parkok öntözésre, utcák tisztítására és WC-k öblítésére is.